# Алексейково
Алексе́йково (рос. Алексейково) — присілок у складі Бабушкінського району Вологодської області, Росія. Входить до складу Тимановського сільського поселення.

## Населення
Населення — 31 особа (2010; 67 у 2002).
Національний склад (станом на 2002 рік):
- росіяни — 99 %